# Cette maison
Cette maison (englischer Festivaltitel This House) ist ein kanadischer Spielfilm unter der Regie von Miryam Charles aus dem Jahr 2022. Der Film feierte am 13. Februar 2022 auf der Berlinale seine Weltpremiere in der Sektion Forum.

## Handlung
Ein junges Mädchen wird in ihrem Zimmer erhängt aufgefunden. Alles weist darauf hin, dass sie Selbstmord begangen hat, doch das Ergebnis der Autopsie spricht eine andere Sprache. Der Film zeigt den Einbruch von Gewalt in die vermeintliche Sicherheit des eigenen Lebensraums. Plötzlich wird das Leben zu einer unsicheren Reise in Zeit und Raum.

## Produktion

### Hintergrund
Die Regisseurin Miryam Charles verarbeitete in dieser imaginären Biografie die Ermordung ihrer damals vierzehnjährigen Cousine, die im Januar 2008 in Bridgeport in den Vereinigten Staaten geschah. Charles spricht von Cette maison als einem dokumentarischen Essay, einer Mischung aus Dokumentarischem und Fiktionalem. Der Film sei ein Liebesbrief an ihre Cousine und deren Mutter, an die Cette maison erinnern will.

### Filmstab
Regie führte Miryam Charles, die hier ihr Langfilmdebüt feiert. Von ihr stammt auch das Drehbuch. Die Kameraführung lag in den Händen von Miryam Charles und Isabelle Stachtchenko, die Musik komponierte Romain Camiolo und für den Filmschnitt war Xi Feng verantwortlich.
In wichtigen Rollen sind Schelby Jean-Baptiste (Tessa), Florence Blain Mbaye (Valeska) und Eve Duranceau (Mathilde) zu sehen.

### Produktion und Förderungen
Produziert wurde der Film von Félix Dufour-Laperrière. Miryam Charles erhielt für den Film von Téléfilm Canada ein Fonds-des-Talents-Stipendium und weitere Förderungen von SODEC und Fonds MELS.

### Dreharbeiten und Veröffentlichung
Der Vertrieb liegt in den Händen von La Distributrices de Films. Cette maison feierte am 13. Februar 2022 auf der Berlinale seine Weltpremiere in der Sektion Forum. Filmstart in Kanada war am 10. Juni 2022.

## Auszeichnungen und Nominierungen
- 2021: Festival de Cannes: Marché du Film[6]
- 2022: Internationale Filmfestspiele Berlin: Nominierung für den GWFF Preis Bester Erstlingsfilm[7]